# Pardal-francês

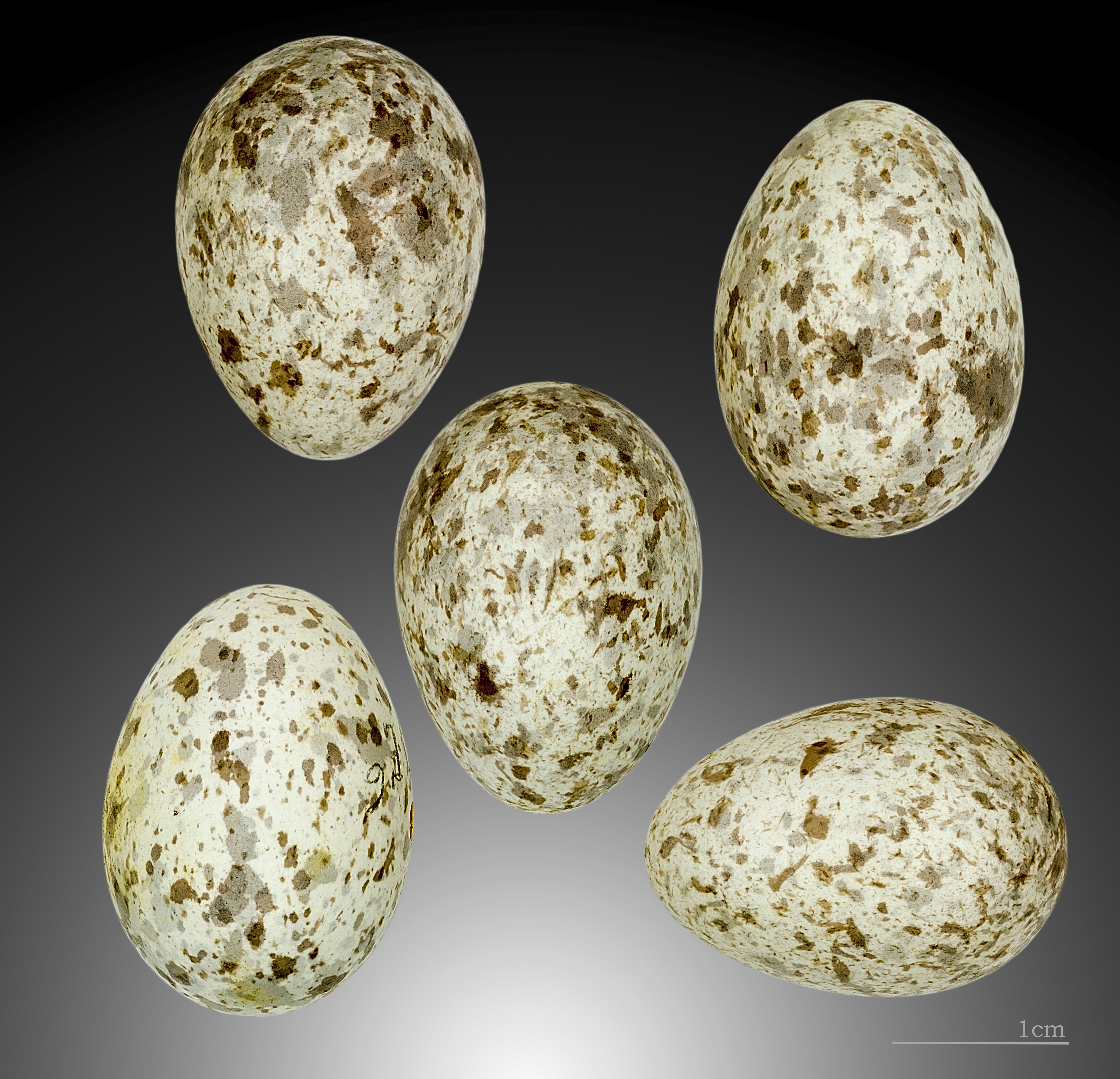
Petronia petronia - MHNT

O pardal-francês (nome científico: Petronia petronia) é uma ave da família Passeridae de tamanho semelhante ao pardal-comum. Distribui-se pelo sul da Europa e por certas zonas da Ásia e do norte de África. É a única espécie do género Petronia, já que as outras espécies foram movidas para o gênero Gymnoris.
Em Portugal, é residente e está presente durante todo o ano e, no inverno, pode formar bandos de dimensão considerável. Tem o hábito de construir seu ninho em cavidades de árvores, edifícios ou escarpas.

## Características
É semelhante à fêmea do pardal-doméstico, mas com uma coroa mais evidente. O adulto é malhado de castanho na parte superior, com manchas bastante evidentes junto da cauda. A parte inferior é malhado de castanho-claro e branco com mancha pouco distinta na garganta.